# Chhapia
Chhapia – wieś w północnych Indiach w dystrykcie Gonda w stanie Uttar Pradeś. Najbliższe miasto to Maskanwa. Położona jest 14 km na północ od świętego dla hindusów miasta Ajodhja. Populacja wynosi 3 000 osób. Sławna jest z tego, iż w tej miejscowości w 1780 urodził się
i mieszkał przez pierwsze trzy lata dzieciństwa Ghanashyam Pande - późniejszy guru Swaminarajan. 

## Miejsca kultu
- świątynia miejsca narodzenia ufundowana przez Acharya Shree Ayodhyaprasadji Maharaj w 1863
- mandir ufundowany przez Acharya Shree Purushottamprasadji Maharaj z 1910